# Marcus Jacob Monrad
 Der er for få eller ingen kildehenvisninger i denne artikel, hvilket er et problem. Du kan hjælpe ved at angive troværdige kilder til de påstande, som fremføres i artiklen.

Marcus Jacob Monrad (født 19. januar 1816 på Nøterø, død 30. december 1897 i Kristiania) var en norsk filosof.
Monrad blev student 1834, cand. theol. 1840, adjunktstipendiat i filosofi og spekulativ teologi 1841. Udset til en ledig lektorpost i filosofi ved Sverdrups afgang sendtes han med stipendium på en længere studierejse i udlandet 1842—44. 1845 udnævntes han til lektor, 1851 til professor ved Kristiania Universitet, i hvilken stilling han virkede til sin død. Monrad var i mange år præses i Videnskabsselskabet i Kristiania. Ved Uppsala Universitets 400 års jubilæum 1877 kreeredes han til æresdoktor i dets filosofiske fakultet.
Monrad har fremstillet sin filosofiske opfattelse i flere værker, som udmærker sig ved en konsekvent og åndfuld gennemføring af grundtanken, stilens klarhed og ligevægt og forfatterens omfattende viden. Særlig i Tankeretninger (1874 og senere) har han ud fra sin grundopfattelse givet en åndrig fremstilling og kritik af de mest fremtrædende ånds- og livsretninger efter Hegel. Schellings virkelighedsfilosofi var ifølge Monrad endt med en dualisme mellem eksistens og tænkning.
En tilsvarende dualisme på det religiøse område finder man i Norden hos Søren Kierkegaard, der betoner troen som et eksistensforhold, hvori paradokset lidenskabelig fastholdes mod fornuften. Hans ensidighed er pietismens; den er i virkeligheden positivistisk, for så vidt den ikke har et almengyldigt, men et vilkårlig valgt grundlag. Også for dens modsætning ortodoksien er den ifølge Monrad guddommelige sandhed noget partikulært, ikke almengyldig
Den udæsker ved sin lærde objektivitet en ensidig følelsesretning, grundtvigianismen, i hvilken den kirkelige positivisme befinder sig i selvopløsning. For den antireligiøse positivismes mest åndrige repræsentant Feuerbach er ifølge Monrad det absolutte en abstraktion, kun det endelige virkeligt; det sidste må for ham derfor blive naturen, og tænkningen kun en tilfældig virksomhed i denne. Comtes positivisme er en på det håndgribelig faktiske rettet tør forstandsrefleksion, der søger at supplere sig ved en ensidig følelsesretning, men forgæves, fordi den afskærer tankens anvendelse på det uendelige.
Berøringen mellem den religiøse og antireligiøse positivisme viser sig ifølge Monrad bedst hos det engelske folk med dets udprægede sans for kendsgerninger; ingensteds er den almindelige idé i mindre kurs. Anglikanismen med dens stive observans er protestantismen på det laveste trin. Stuart Mills positivisme anerkender ikke nødvendige almengyldige sandheder. I darwinismen råder en hensigtsmæssighed uden hensigt; trods tilfældighedens almagt bliver teleologien dog en skjult forudsætning.
De positive videnskaber har forkyndt løsrivelse fra religion, filosofi og humanistisk åndsdannelse; disse var efter deres indhold folkelige og almenmenneskelige, medens fagvidenskaberne løsrevne fra dem ifølge Monrad ser fornemt ned på de uindviede, og for så vidt de i populær form meddeler mængden deres resultater, bliver dette sammenhængsløse brudstykker, som gør indbildsk og overfladisk.
De etiske love forvandles til naturlove, retsbevidstheden overskygges af interesserne; politikken bliver altopslugende, og den bestemmes af begæret om velstand og livsnydelse, går derfor op i økonomi. Liberalismen gør ifølge Monrad staten fra en åndelig organisme til en økonomisk association, hvor fagvidenskaberne blot arbejder for det umiddelbare udbytte, og kapitalen betragter sig som selvformål og ikke som et middel for slægtens forædling.
Religionsfilosofien har Monrad fremstillet i et større værk Religion, Religioner og Kristendom (1885). Om sit standpunkt deri udtaler han, at fritænkerne vistnok ville finde ham for ortodoks, og de ortodokse for frittænkende. Allerede i En Episode under Forhandlingerne mellem Tro og Viden (1869) havde Monrad skarpt kritiseret den danske filosof Rasmus Nielsens adskillelse mellem tro og viden som helt forskellige områder.
I det nævnte religionsfilosofiske hovedværk giver Monrad nu de fleste kristelige dogmer en beåndet og af religiøs varme båren spekulativ begrundelse og fortolkning. Religionsfilosofiske spørgsmål behandles også i Kristendommens Mysterier fra Fornuftens Standpunkt (1895) og Den menneskelige Viljefrihed og det onde (1897). Også Monrads æstetiske værker slutter sig nær om hans filosofiske grundopfattelse (12 Forelæsninger om det Skønne, 1859, Kunstretninger, 1883, Æstetik, 1889—90).
Foruden de her nævnte større værker har Morad skrevet en række videnskabelige monografier, artikler i tidsskrifter, skandinaviske og til dels tyske, akademiske foredrag og taler samt lejlighedsdigte, foruden at han i dagspressen jævnlig behandlede emner fra meget forskellige områder. Som universitetslærer og ved sin mangesidige deltagelse i sit lands åndsliv nød Monrad stor anseelse, men hans indflydelse svækkedes, især i den senere del af hans liv, ved den holdning, han indtog over for tidsstrøminingerne: de kritiske og de empiriske retninger i videnskaben, naturalismen i kunsten og liberalismen i politik.
Sin følelse af isolerthed gav han et udtryk i sit skrift Blik ud i Philosophiens Fremtid (1896); han karakteriserer her filosofiens stilling i samtiden som landflygtighedens. I Tankeretninger havde han forudsagt, at menneskeslægten ikke i længden vil kunne leve på det partikulære og relative, men søge tilbage til det almengyldige. Han så nu ved sit livs ende i fagvidenskabernes gensidige gennembrud mod
hinanden og i den seneste filosofiiske litteratur varsler om en renaissance af idealismen.